# Sakura, Tochigi
Sakura (japanska: さくら市?, Sakura-shi) är en stad i Tochigi prefektur i Japan. Staden bildades 2005 genom en sammanslagning av kommunerna Kitsuregawa och Ujiie.